# Linda Howard
Pour les articles homonymes, voir Howard.
Linda Howard, née le 3 août 1950 en Alabama est une romancière américaine, auteure de roman policier et de roman d'amour.

## Œuvre

### Romans

#### SérieSpencer-Nyle Co
1. Sarah's Child (1985) publié en français sous le titre Un mariage sous condition Harlequin coll. « Amours d'aujourd'hui » no 853 (2003)  (ISBN 2-280-07856-2)
2. Almost Forever (1986)
3. Bluebird Winter (1987)

#### SérieRescues (Kell Sabin)
1. Midnight Rainbow (1986)
2. Diamond Bay (1987)
3. Heartbreaker (1987)
4. White Lies (1988)

#### SagaMacKenzie Family
1. MacKenzie's Mountain (1989) publié en français sous le titre La Montagne des Mackenzie J'ai lu coll. « harmonie » no 249 (1989)  (ISBN 2-280-83242-9)
2. MacKenzie's Mission (1992)
3. MacKenzie's Pleasure (1996)
4. MacKenzie's Magic (1996)
5. A Game of Chance (2000) publié en français sous le titre Le Piège du désert Harlequin coll. « Black rose » no 50 52008°  (ISBN 978-2-280-84189-4)

#### SérieA Lady Of The West
1. A Lady of the West	(1990)
2. Angel Creek (1991)
3. The Touch of Fire	(1992)

#### SériePatterson-Cannon Family
1. Duncan's Bride (1990)
2. Loving Evangeline (1994)

#### SérieCIA's Spies (John Medina)
1. Kill and Tell (1998) publié en français sous le titre Le Carnet mystérieux J'ai lu coll. « Amour et destin » no 5360 (1999)  (ISBN 2-290-05360-0), réédition J'ai lu coll. « Suspense » no 5360 (2007)  (ISBN 978-2-290-00391-6), réédition J'ai lu coll. « Romantic suspense » no 5360 (2016)  (ISBN 978-2-290-05477-2)
2. All the Queen's Men (1999) publié en français sous le titre Le Prix d'une vie J'ai lu no 8559 (2008)  (ISBN 978-2-290-00263-6), réédition J'ai lu coll. « Frissons » no 8559 (2010)  (ISBN 978-2-290-29411-6)
3. Kiss Me While I Sleep (2004) publié en français sous le titre Course-poursuite fatale J'ai lu coll. « Suspense » no 7858 (2005)  (ISBN 2-290-34924-0), réédition J'ai lu coll. « Frissons » no 7858 (2010)  (ISBN 978-2-290-02945-9)

#### SérieBlair Mallory
- To Die For (2004)
  - Œil pour œil, J'ai lu coll. « Grands romans » no 8153 (2006)  (ISBN 2-290-35153-9)
- Drop Dead Gorgeous (2006)

#### Autres romans
- All That Glitters (1982)
  - Pas de robe blanche pour la mariée, Harlequin coll. « Horizon » no 820 (1990)  (ISBN 2-280-01713-X)
- An Independent Wife (1982)
- Against the Rules (1983)
- Come Lie With Me	(1984)
  - Rêve bien de moi, J'ai lu coll. « Harmonie » (1986)  (ISBN 2-280-83129-5)
- Tears of the Renegade (1985)
- The Cutting Edge	(1985)
  - Un homme de confiance, Harlequin coll. « Rouge passion » no 628 (1995)  (ISBN 2-280-11385-6)
- The Way Home (1991)
- Overload (1993)
- Heart of Fire (1993)
- Dream Man (1995)
  - Flingue sur fond musical, J'ai lu coll. « Rose & noire » no 4198 (1996)  (ISBN 2-277-24198-9), réédition sous le titre Un fascinant regard J'ai lu coll. « Amour et suspense » no 4198 (2006)  (ISBN 2-290-35180-6), réédition sous le titre Un fascinant regard J'ai lu coll. « Romantic suspense » no 4198 (2014)  (ISBN 978-2-290-05475-8)
- After the Night	(1995)
  - Le Secret du lac, J'ai lu coll. « Amour et suspense » no 4480 (1997)  (ISBN 2-290-04480-6), réédition J'ai lu coll. « Suspense » no 4480 (2006)  (ISBN 2-290-35181-4), réédition J'ai lu coll. « Romantic suspense » no 4480 (2013)  (ISBN 978-2-290-05476-5)
- Lake of Dreams (1995)
- Shades of Twilight	(1996)
- White Out (1997)
- Son of the Morning	(1997)
  - La Femme et le Chevalier, J'ai lu coll. « Amour et destin » no 5581 (2000)  (ISBN 2-290-30322-4), réédition sous le titre Obscure Prémonition J'ai lu coll. « Suspense » no 5581  (2006)  (ISBN 978-2-290-35179-6)
- Night Moves (1998)
- Now You See Her (1998)
  - Les Couleurs du crime, Éditions de l'Archipel (2002)  (ISBN 2-84187-381-1), réédition Le Grand Livre du mois (2002)  (ISBN 2-7028-7104-6), LGF coll. « Le Livre de poche » no 37042 (2004)  (ISBN 2-253-09916-3)
- Blue Moon (1999)
- Mr. Perfect (2000)
  - Mister Perfect, Michel Lafon (2001)  (ISBN 2-84098-658-2), réédition Le Grand Livre du mois (2001)  (ISBN 2-7028-4651-3), réédition J'ai lu no 6648 (2003)  (ISBN 2-290-32367-5), réédition J'ai lu coll. « Romantic suspense » no 6648 (2013)  (ISBN 978-2-290-07307-0)
- Open Season (2001)
  - La chasse est ouverte, Michel Lafon (2002)  (ISBN 2-84098-774-0), réédition Le Grand Livre du mois (2002)  (ISBN 2-7028-5046-4)
- Strangers In the Night (2001)
- Dying to Please (2002)
  - Plaire à tout prix, Michel Lafon (2003)  (ISBN 2-84098-889-5), réédition J'ai lu coll. « Amour et destin » no 6906 (2004)  (ISBN 2-290-32988-6)
- Cry no More (2003)
  - Le Disparu de San Pablo, J'ai lu coll. « Amour et destin » no 7527 (2005)  (ISBN 2-290-34321-8), réédition Éditions de la Seine coll. « Succès du livre » (2006)  (ISBN 2-7382-2076-2)
- Killing Time (2005)
  - Le Temps rattrapé, J'ai lu no 8323 (2007)  (ISBN 978-2-290-35243-4)
- Cover Of Night (2006)
  - Si près du gouffre, J'ai lu no 8741 (2008)  (ISBN 978-2-290-00420-3)
- Up Close and Dangerous (2007)
- Death Angel (2008)
  - La Mort de l'ange J'ai lu coll. « Frissons » no 9234 (2010)  (ISBN 978-2-290-02329-7)
- Burn (2009)
- Ice (2010)
  - Le Voile de glace J'ai lu coll. « Frissons » no 9745 (2011)  (ISBN 978-2-290-03622-8)
- Veil of Night (2010)
  - Un mariage en noir J'ai lu coll. « Romantic suspense » no 9806 (2012)  (ISBN 978-2-290-03621-1)
- Prey (2011)
- Shadow Woman (2013)
- Troublemaker (2016)
- The Woman Left Behind (2018)

### Romans écrit en collaboration avecLinda Jones

#### SérieVampire
1. Blood Born (2010)
2. Warrior Rising (2016)

#### SérieMen from Battle Ridge
1. Running Wild (2012)

#### Autres romans
- Frostline (2016)
- After Sundown (2020)

### Novellas
- Lake of Dreams (2016)
- Blue Moon (2017)